# 袁隆平
袁隆平（1930年9月7日—2021年5月22日），漢族，江西德安人，中国杂交水稻育种专家，中国工程院院士和美国科学院外籍院士，於1960年代至1970年代對杂交水稻品种的研究，提高了中国大陸和世界各地的糧產，獲美譽“杂交水稻之父”。
1953年袁隆平毕业於西南农学院，分發到湖南安江农业学校。袁隆平決意研究農產源於他目睹1959年湖南在三年大飢荒期间的慘狀。1966年2月他在中國科學院《科学通报》於文革休刊前最後一期趕及發表他第一篇論文，受国家科委九局的熊衍衡和赵石英局长注目，国家科委因而责成安江农业学校在湖南文革期間保護並支持袁隆平研究。在国家科委支持下，袁隆平的水稻研究在1970至2000年代屢有突破，使他獲得联合国多項獎項，并獲封澳門科技大學荣誉博士；因其突出贡献，2019年获得共和国勋章。2020年任湖南农业大学名誉校长。2021年5月22日，袁隆平因多器官衰竭离世，享年90岁。

## 生平

### 家世
袁隆平的祖先大约在明代定居江西德安县南部的青竹畈务农。清雍正年间，袁家确定了“大茂昌繁盛，兴隆定有期，敬承先贤业，常遇圣明时”二十字排辈。袁隆平曾祖父袁繁仁与繁礼、繁智兄弟一代人弃农务商，在1889年离开青竹畈，移居德安县城。19世纪初年，袁家人口繁盛，分为五房。袁隆平祖父袁盛鉴（1873年－1933年）为二房，他在德安县北门新建宅院，称为颐园。:2-3颐园建筑大多毁于抗日战争，战后仅存的私塾约在1986年拆除。袁盛鉴第一次参加乡试就考中举人，后来毕业于江西地方自治研究所。1912年，九江五县同乡会推举袁盛鉴为知事记室。二次革命期间，袁盛鉴獲任命为中国国民党南九支部部长，后来担任过江西省议会议员。之后，袁盛鉴回到德安，出任县高等小学校长、县农会会长。國民革命軍北伐开始后，袁盛鉴赴海南岛任职，曾担任广东琼崖行政委员公署秘书、文昌县县长。由于听不懂海南閩語，难以工作，他辞官回乡，曾出任江西平民医院院长。
袁隆平出身貧窮，其父袁兴烈（1905年－1975年1月15日）:136毕业于国立东南大学中文系（後來的國立中央大學）:2，毕业后曾任县立高等小学校长、督学。母亲华静（1902年－1989年9月15日）:2是江苏镇江人，本名华国林，自幼在英国教会学校读书:2，高中毕业后在安徽芜湖教小学:2。据袁隆平自述，华静在教书期间结识了尚在国立东南大学读书的袁兴烈，两人后来结了婚。有传记称，华静与袁兴烈相恋、结婚时两人分别是同一所小学的教师和校长。生下长子袁隆津后，华静辞职，专注家务。:2袁隆平出生时，袁兴烈任平汉铁路局秘书。:4

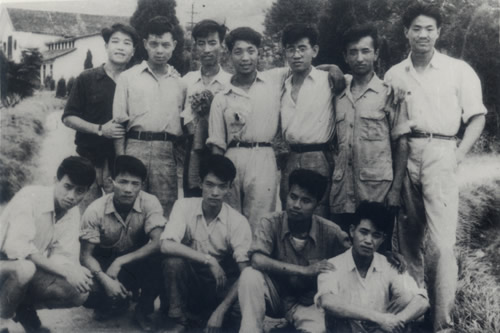
1953年，袁隆平（后排左三）读大学期间拟招为空军飞行员，同学欢送时合影

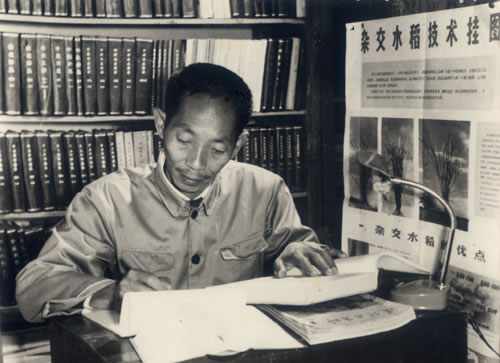
1962年的袁隆平

### 求學
当时华静妹妹华秀林刚毕业到协和医院当护士，袁隆平在协和医学院出生。孩子是“隆”字辈，加上出生于北平，于是家人起名为袁隆平，當時他是由初出茅庐的中國著名婦產科醫生林巧稚負責接生。
中華民國抗日戰爭期間國民政府遷至漢口和重慶，袁隆平也跟隨多次轉校，其中逗留最久的是在重慶求學21年，因而學會湘語、西南官話等漢語，成為他日後在湖南和四川工作時與研究團隊的共同語。小學，1936年8月至1938年7月读汉口扶轮小学，1938年8月至1939年1月讀湖南澧縣的弘毅小学，1939年8月至1942年7月读重庆龙门浩中心小学。中學，1942年8月至1943年1月读重庆复兴初级中学，1943年2月至1944年1月读重庆赣江中学，1944年2月至1946年5月读重庆博学中学。高中，1946年8月至1948年1月在汉口博学中学（现武汉第四中学）学习。1947年，袁隆平参加湖北省体育运动会游泳比赛，获得汉口自由泳100米第一名和400米第一名。接下来，又夺得了湖北省男子自由泳第二名。。1948年2月至1949年4月袁隆平轉入國立中央大学附中（现南师附中）。大學，1949年8月，考入了重庆相辉学院农学系，主修遗传育种学，1950年10月因中国高等院校院系调整併入重慶新建的西南農學院農學系。1952年，袁隆平报名参加并通过空军飞行员选拔，但因朝鲜战争已结束，并未入伍；同年，他代表川东区参加西南联省游泳锦标赛，获得第四名，因未列名前三甲而未能加入国家游泳队。

### 早年科研
1953年，袁隆平自西南农学院（现西南大学）毕业，分配到湘西黔陽縣安江农业学校任教。1957年反右运动時，由於袁隆平父親曾在冯玉祥的第二军团擔任上校秘书，袁隆平於是被划为“中右”:280。三年困难时期大飢荒，1960年袁隆平在校門外看到两具饿殍，深受刺激，決意研究糧產。
1960年7月，他在农校试验田中意外发现一株特殊性状的水稻。他利用该株水稻试种，发现其子代有不同性质。因为水稻是自花授粉的，不会出现性状分离，所以他推论该为天然杂交水稻。随后他把雌雄同蕊的水稻雄花人工去除，授以另一品种的花粉，尝试产生杂交品种。1964年7月5日，他在试验稻田中找到一株“天然雄性不育株”，经人工授粉，结出了数百粒第一代雄性不育株种子。1965年7月，他又在14000多株稻穗中逐穗检查到6株不育株，并在此后两年播种中，共有4株成功繁殖了1至2代。其研究彻底推翻由传统经典理论米丘林、李森科的“无性杂交”学说，并推论水稻亦有杂交优势。通过培育雄性不育系、雄性不育保持系和雄性不育恢复系的三系法途径来培育杂交水稻，可以大幅度提高水稻产量。

### 研究推广
1966年，發現三系杂交水稻，以《水稻的雄性不孕性》在1966年2月中国科学院《科学通报》發表，是他第一篇重要论文，趕及在《科学通报》於文革前最後一期發表。袁隆平的科研突破主要在1960至70年代文化大革命期間，然而由於袁隆平曾對八字憲法有所質疑，在湖南文革時期被紅衛兵和群眾批判，实验稻田育种甚至遭恶意拔除。幸運的是，袁隆平的论文发表得恰逢其时，如果晚至1967年《科学通报》和全国所有科学刊物停刊，袁隆平就发不了论文。国家科委九局的熊衍衡讀到他在《科学通报》的論文，由国家科委九局局长赵石英發公函责成湖南省科委把袁隆平列為“保护对象”，他让湖南省科委将已下放的袁隆平召回，配备助手继续研究水稻。
1967年6月，从煤矿历劫归来回到科研岗位，袁隆平为首的“水稻雄性不育科研小组”成立:282-283。为了增加试验效果，每年冬天，袁隆平与助手去海南島三亚育种，甚至在路上把种子绑在身上，利用体温育种催芽。然而研究遇到瓶颈，逾三千次试验都未成功。1971年11月23日，其助手李必湖、冯克珊在海南试验田发现一株难得的野生稻雄性不育株。此后湖南省农业科学院成立杂交稻研究协作组，由袁隆平挂帅。1972年，杂交稻列为中国重点科研项目，全国协作攻关开始：三十余科研单位参与、上千種品种与该株野生水稻试验了上万次测交和回交转育。在此基础上，袁隆平选育不育系二九南1号成功，此为中国大陸第一種用于生产的不育系水稻。 
1973年，在“不育系”、“保持系”的基础上，测交筛选长江流域、华南、东南亚、非洲、美洲、欧洲等地千多品种，找到了百余種有恢复能力的水稻。至此，袁隆平及其团队首次育成三系杂交水稻，水稻产量也从亩产300公斤提高到500公斤以上。当年10月，袁隆平发表《利用“野稗”选育三系的进展》论文，正式宣告中国籼型杂交水稻“三系”配套成功。1974年，他成功选育了第一款大面积用於生产的强优高产杂交水稻组合——南优2号，比普通水稻增产20%以上。
1974年，袁隆平团队配制种子成功，并组织了优势鉴定。1975年，又获大面积制种成功，为次年大面积推广准备好种子，使该项研究成果进入大面积推广阶段。1975年冬，中华人民共和国国务院决定迅速扩大试种和大量推广杂交水稻，投入大量人力、物力、财力，一年三代繁殖制种，以最快速度推广。1976年，定点示范208万亩，在全国范围开始应用于生产，到1988年全国杂交稻面积1.94亿亩，占水稻面积39.6%。1979年，作为中国大陸首項科研技术，三系杂交水稻技术獲介绍到美国。1981年成功育种中国籼型杂交三系水稻，获得中华人民共和国第一次“国家特等发明奖”。1982年，袁隆平獲湖南农学院聘为兼职教授；1985年，又獲西南农业大学聘为兼职教授。1986年6月，中国科学技术协会第三次全国代表大会在北京召开，选举产生第三届全国委员会。6月28日，第三届全国委员会第一次会议召开，推举其担任常务委员。1995年，他獲评为中国工程院院士。

### 二系杂交水稻
1987年，他提出“杂交水稻的发展战略”，即三系法为主的器种间杂种优势利用；两系法为主的籼粳亚种杂种优势利用；一系法为主的远缘杂种优势利用。1987年7月16日，袁隆平学生李必湖、邓华风，在安江农校籼稻三系育种材料中，找到一株光敏不育水稻。历经两年三代异地繁殖和观察，该材料农艺性状整齐一致，不育株率和不育度都达到了100%，并且育性转换明显和同步。这一新成果，为杂交水稻从“三系法”过渡到“两系法”开拓了新局面。1995年，两系法杂交水稻研究成功，普遍比同熟期的三系杂交稻每亩增产5%-10%。

### 超级杂交水稻
1997年，袁隆平再次发起研究超级杂交稻。2000年，超级杂交稻实现百亩示范片亩产700公斤的第一期目标。2004年，超级杂交稻实现百亩示范片亩产800公斤的第二期目标。除了增产外，袁隆平表示新型的超级杂交稻将更重视水稻营养，其研究团队已经致力于试验新品种中增加维生素A、蛋白质、淀粉及其他营养含量，以期减少贫血和视觉疾患。
2003年中国大陆一半以上水稻都为袁隆平的杂交品种；全球平均20%水稻采用袁隆平的杂交技术。2007年，中国大陆水稻产量5亿吨。其杂交水稻技术已经在中亚、东南亚、北美、南美试验试种，杂交稻已引起世界多地採用，继续为解决世界粮食安全及短缺做出卓绝贡献。
2011年9月19日，农业部公布袁隆平指导的“Y两优2号”百亩超级杂交稻试验田平均亩产926.6公斤，创中国大陸大面积水稻亩产最高纪录。2013年9月29日国家杂交水稻工程技术研究中心证实，经农业部测产验收，由“杂交水稻之父”袁隆平院士科研团队攻关的国家第四期超级稻百亩示范片“Y两优900”中稻平均亩产达988.1公斤，创世界纪录。2016年10月10日，袁隆平指导的超级杂交稻“百千万”工程百亩片攻关基地收割。该基地的水稻实验品种为湖南杂交水稻研究中心选育的“超优1000”，经以谢华安为组长的专家组验收，实测亩产达到1013.8公斤，创造了新的杂交水稻高纬度亩产世界纪录。2017年10月16日，袁隆平团队超级杂交稻亩产1149.02公斤再次创下世界纪录。
2020年11月2日，湖南双季晚稻试验示范基地内，第三代杂交水稻“叁优一号”晚稻测产结果出炉，平均亩产达到911.7公斤。加上7月衡南基地早稻高产攻关田曾测得早稻平均亩产为619.06公斤，意味着第三代杂交水稻早晚双季稻平均亩产突破1500公斤，达到1530.76公斤，再次刷新原有世界纪录。在观看验收直播的袁隆平也高呼
2021年5月9日，袁隆平團隊驗收位於湖南杂交水稻研究中心海南省三亚市海棠湾基地的超優千號，測得平均亩产達1004.83公斤。

### 沙漠种植杂交水稻
2014年10月18日，国家杂交水稻中心副主任马国辉受袁隆平委派，到湛江海水稻发源地考察陈日胜的工作，并申请海水稻项目国家立项。2017年5月7日，由青岛市人民政府、青岛市李沧区人民政府和袁隆平院士、国家杂交水稻工程技术研究中心共建的青岛海水稻研究发展中心揭牌，袁隆平任中心主任，该中心总部位于青岛市李沧区国际院士港，海水稻研发实验基地位于李沧区白泥地公园。袁隆平在2017东亚海洋合作平台黄岛论坛上发表《海洋科技与粮食安全》主题演讲，称将在3至5年内选育出在盐分浓度3-8‰海水灌溉种植条件下，亩产300公斤以上的耐盐碱水稻新品种，他还表示全球有盐碱地9.5亿公顷，其中亚洲3.2亿公顷占全球1/3以上，中国大陸有盐碱地1亿公顷，其中2.8亿亩可开发利用，其中2亿亩具备种植水稻潜力，如果试种和推广成功以后，按每亩产值200至300公斤计，可增产500亿公斤粮食，多养活约2亿人。
2017年9月28日，由袁隆平挂帅的“海水稻”项目在青岛海水稻研究发展中心的试验基地以及金口镇海水稻稻作改良国家示范基地实地测产。2018年，海南南繁基地從上千份海水稻材料中選出176份優良品種，全國大範圍試種。同年，袁隆平带领的青岛海水稻研发中心团队為杜拜热带沙漠实验种植的杂交水稻测产，最高亩产超过500公斤。

### 基因改造水稻
2000年以后，袁隆平成立了基因改造应用研究室、分子育种研究室，从全国招聘了数十名高级专业人才。同时把其子袁定阳送到香港中文大学专攻转基因。2003年，袁隆平指导博士生开展远缘物种基因组DNA导入水稻的研究，将一批外源基因转入水稻。
2005年，袁隆平对记者说“经过30年的发展，常规育种的浑身解数已经用完，要进一步挖掘水稻产量的潜力，必须在生物基因技术上取得新的突破。”并指导团队研究人员通过穗茎注射法，将外缘基因组导入了杂交水稻亲本品系。2007年，袁隆平在《杂交水稻》上发表文章，态度鲜明地表达了对政府支持转基因水稻商业化的期盼。“只要国家放开转基因水稻的限制，具有抗除草剂性能的转基因水稻将大有发展前途。”2008年，袁隆平承担了“高产转基因水稻新品种培育”的国家重大专项。
2014年1月2日，中国大陸官媒报道袁隆平透露自己在研究转基因水稻的消息引发关注。早在2008年国家启动转基因科技重大专项时袁隆平已承担“高产转基因水稻新品种培育”项目，“子承父业”的儿子袁定阳也发表过多篇转基因技术的研究论文。
2021年1月10日，青岛海水稻研究发展中心代表袁隆平入驻抖音超短片平台，昵称“袁隆平中华拓荒人”。该帐号未发表任何影片，却在一天内吸引1600万人关注。

## 逝世
2021年3月10日，袁隆平在三亚杂交稻研究基地跌倒。4月7日转院至湖南长沙治疗。5月22日13时07分，袁隆平因多器官功能衰竭逝世於長沙中南大学湘雅医院，享年90岁（虚龄91岁）。
2021年5月24日上午10時，长沙市明阳山殡仪馆铭德厅举行袁隆平同志遗体送别仪式。虽然袁隆平本人生前曾希望丧礼从简，殡仪馆不接待群众入内悼念，但他本人声望极高，长沙市仍然有大量群众在湘雅医院、明阳山殡仪馆、湖南杂交水稻研究中心本部自发悼念。湖南杂交水稻研究中心位于海南三亚的研究基地、青岛海水稻研发中心、西南大学袁隆平塑像等地也有众多群众前往悼念。此外，中國警方通報有7名網民侮辱袁隆平被捕。
中共中央总书记、国家主席、中央军委主席习近平及多名中华人民共和国党和国家领导人分别发来唁电或送花圈表示悼念，泰王国公主玛哈扎克里・诗琳通，联合国粮农组织总干事屈冬玉，马达加斯加共和国农业、畜牧业和渔业部长拉纳里韦卢，东帝汶民主共和国农业渔业部长佩德罗・多斯雷斯等送花圈或表示悼念。
2021年11月15日上午11時，袁隆平的骨灰安葬于长沙市唐人万寿园陵墓，并由湖南省农业科学院举办追思礼，袁隆平生前同事和学生、中国工程院院士刘旭、罗锡文、邹学校、刘仲华、刘少军出席仪式。

## 家庭
袁隆平父母共育有五子：老大隆津、老二隆平、老三隆赣、老四隆德、老五隆湘:6。五子都以出生地命名，分别是天津、北平、江西、德安、湖南。排第三的袁隆赣小时候就过继给袁隆平的伯父。此外，袁隆平还有个同父异母的妹妹袁惠芳（1930年－）。抗日战争时期，袁惠芳也同袁隆平兄弟几人住在重庆南湾。抗战胜利后，袁惠芳与生母返回德安县，之后同袁隆平失去联絡。袁惠芳毕业于南昌师范学校，之后曾在德安县的幼儿园、德安县博物馆工作。1970年代，她从报纸上看到华国锋为袁隆平颁奖的报道之后给新闻里袁隆平的工作单位写信，兄妹二人才恢复联絡。
夫人邓则，1964年结婚。文化大革命期間1971年林彪墜機，中国大陆开始批判“林贼”。湘語“则”与“贼”同音，袁隆平担心妻子的名字不安全，将她的名字改为邓哲，邓则后来恢复了原名。
袁隆平和妻子邓哲育有三子：长子袁定安、次子袁定江、三子袁定阳。袁定安（1966年5月1日－），生于湖南省黔阳县安江镇:133，为安徽袁氏农业科技发展有限公司董事长。袁定江（1968年2月18日－）:134，1991年湖南财经学院金融系金融专业毕业，后来获得武汉大学EMBA，曾担任珠海市农渔委主办会计、珠海市财政局世界银行贷款项目业务主办、珠海市人民政府办公室秘书，2002年起担任深交所上市公司隆平高科副董事长，年薪148万元人民币。袁定阳（1970年3月14日－）:134，1994年毕业于广西农业大学，2004年获香港中文大学生物系博士学位，后獲湖南大学聘为博士生导师，任湖南杂交水稻研究中心副主任、杂交水稻国家重点实验室副主任。

## 荣誉
袁隆平先后获得过：
| 时间       | 奖励名称                         | 授奖部门                               |
| ---------- | -------------------------------- | -------------------------------------- |
| 1981年6月  | 国家特等发明奖                   | 中华人民共和国国家科学技术委员会       |
| 1985年10月 | 创造与发明金质奖章（杰出发明家） | 世界知识产权组织                       |
| 1987年11月 | 科学奖                           | 联合国教科文组织                       |
| 1988年3月  | 农学与营养奖                     | 英国让克基金会                         |
| 1991年11月 | 国家科技进步三等奖               | 中华人民共和国国家科学技术委员会       |
| 1993年4月  | 拯救世界饥饿（研究）荣誉奖       | 美国费因斯特基金会                     |
| 1994年12月 | 何梁何利基金奖科学与技术进步奖   | 何梁何利基金会                         |
| 1995年10月 | 粮食安全保障荣誉奖               | 联合国粮农组织                         |
| 1996年5月  | 日经亚洲奖                       | 日本经济新闻社                         |
| 1996年12月 | 国家科技进步三等奖               | 中华人民共和国国家科学技术委员会       |
| 1997年8月  | 杂种优势利用杰出先驱科学家称号   | 墨西哥作物遗传与杂种优势利用国际讨论会 |
| 1998年11月 | 越光国际水稻奖                   | 日本越光国际水稻奖事务局               |
| 2001年2月  | 首届国家最高科学技术奖           | 中华人民共和国国务院                   |
| 2001年8月  | 拉蒙·麦格塞塞奖                  | 菲律宾拉蒙·麦格赛赛基金会              |
| 2004年5月  | 沃爾夫農業獎                     | 沃爾夫基金會                           |
| 2004年10月 | 世界粮食奖                       | 世界粮食奖基金会                       |
| 2005年2月  | 感动中国2004年度人物             | 中央广播电视总台                       |
| 2010年3月  | 法国农业成就勋章                 | 法国农业部                             |
| 2016年     | 呂志和獎－持續發展獎             | 呂志和獎有限公司                       |
| 2019年     | 共和国勋章                       | 中华人民共和国主席                     |

此外：

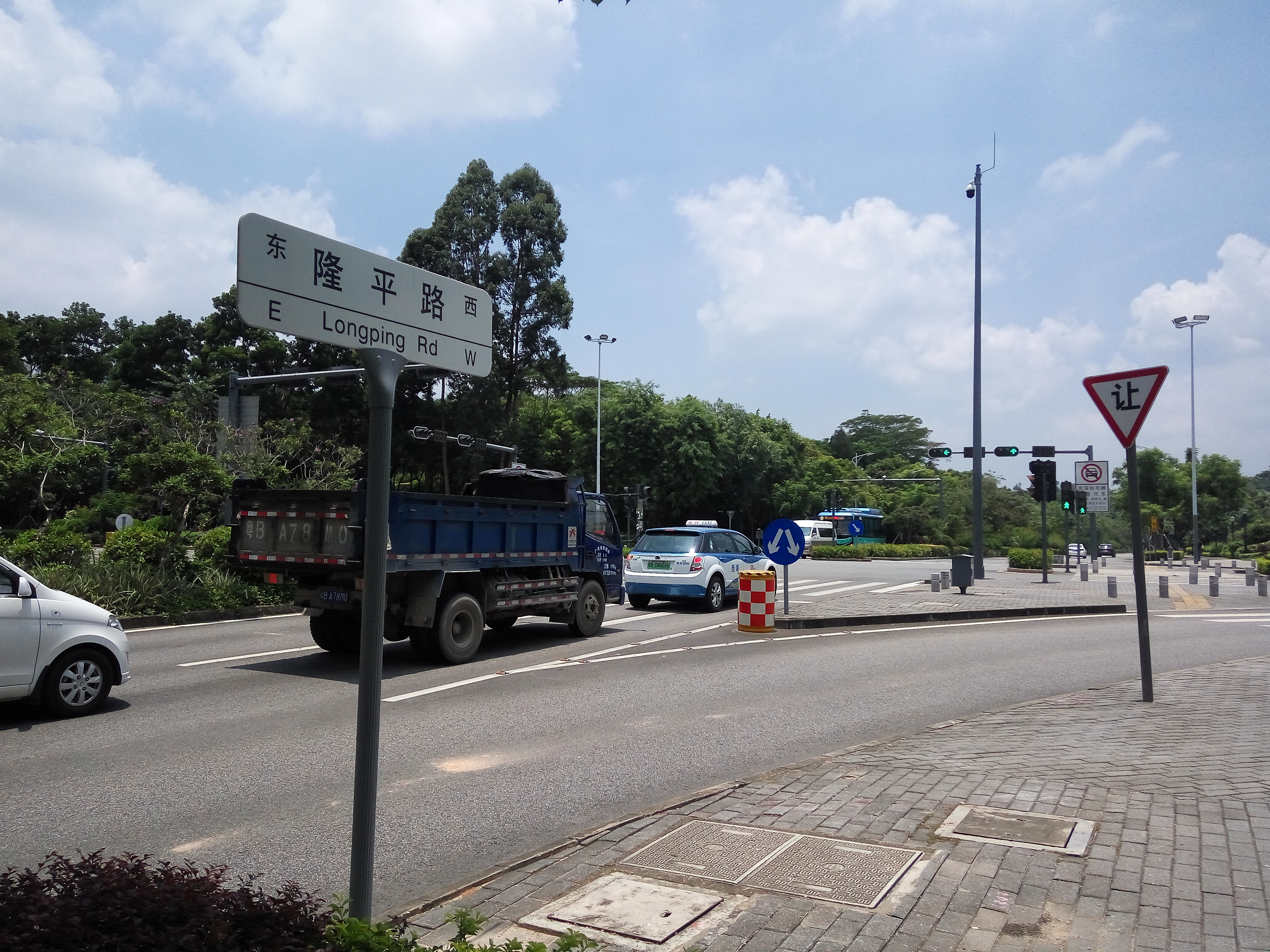
隆平路（深圳龙岗区坂田街道），为纪念袁隆平而命名

- 1996年9月18日，北京天文台施密特CCD小行星计划发现的小行星8117（1996SD1）命名為「袁隆平星」。
- 2006年4月，当选美国科学院外籍院士[50][86]。
- 在深圳和福州、湛江有以他名字命名的道路隆平路。
- 2022年12月8日，中华人民共和国最高人民法院認定袁隆平适用英烈保护的法律规定。[87]

## 评价
有順口溜：“吃飯靠兩平，一靠鄧小平（家庭联产承包责任制），二靠袁隆平（杂交水稻）”，袁隆平本人谢绝此稱讚。2006年部分网民推荐袁隆平为诺贝尔和平奖候选人，2014年入圍預選名單（共278人）。中國網上，“还是让你们吃的太饱了”等网络段子和表情包也层出不穷。袁隆平感嘆年轻人沒經歷過饑荒，对此回应：“你们年轻人不知道，没饭吃真难受啊，饿死人啊！”曾有媒体估算他身价上千亿人民币，袁隆平指他生活平淡，“自己每月工资6000多元，还有股份分红、稿费、咨询费等额外收入，每年总共有30多万元收入”。新华社记者曲志红将其事迹撰写成《永远执着的美丽》一文，此文獲收入上海市二期课改教材七年级九年义务教育课本範文。

2005年，袁隆平获选感动中国2004年度人物。颁奖词为：
他是一位真正的耕耘者。当他还是一个乡村教师的时候，已经具有颠覆世界权威的胆识；当他名满天下的时候，却仍然只是专注于田畴。淡薄名利，一介农夫，播撒智慧，收获富足。他毕生的梦想，就是让所有人远离饥饿。喜看稻菽千重浪，最是风流袁隆平！
但也有批评指出，新闻媒体将杂交水稻的贡献过度聚焦在袁隆平身上，而对同样为中国大陸杂交水稻作出重大贡献的谢华安、颜龙安、李必湖等农学家，媒体却没有给予足够的关注。

## 逸事
2003年，袁隆平的年龄已经超过了中国要求的驾照考试年龄。湖南省公安厅车管所考虑到袁隆平的工作，颁发给袁隆平一本“荣誉驾照”，允许他驾车往返于科研基地、居住地和试验田之间。

## 註释
1. 1 2 3  生日存在多种不同的说法：中国工程院网站资料为1930年9月7日（七月十五），这一说法被中国官方媒体采用[1]；在辛业芸整理的《袁隆平口述自传》中为1930年9月1日（七月初九），这一说法后在2023年新发现的袁隆平父亲袁兴烈在平汉铁路局工作时填写的《交通部平汉区铁路管理局员工家庭概况表》中内容得以验证[2]；1948年南京户口表中的出生日期为民国18年（1929年）7月9日[3]；西南大学校史馆公开的袁隆平学籍表则为1929年7月[4]；而北平协和医院出生档案为1929年8月13日（七月初九）[5]。
2. ↑  《科学通报》休刊至1973年。
3. ↑  這區別於由國務院總理開列的一份应予保护的干部名单。